# 揚·諾瓦考斯基
揚·諾瓦考斯基（波蘭語：Jan Nowakowski；1994年5月17日—）是一位波蘭排球運動員。他現在效力於波蘭球隊Transfer Bydgoszcz，也是波蘭國家男子排球隊的一員。